# Ван ден Берг, Шеф
Шеф ван ден Берг (нидерл. Sjef van den Berg; 20 марта 1989) — нидерландский спортсмен, стрелок из лука. Призёр Европейских игр 2015 в Баку.

## Карьера

### Европейские игры 2015
На квалификации Европейских игр 2015 в Баку с результатом 678 был посеян 3-м. Начал турнир с победы над латышом Эдурдом Лапсиншом - 6:0. В 1/16 финала одолел болгарина Явора Христова - 7:3. В 1/8 финала победил украинского стрелка Виктора Рубана - 6:2. В четвертьфинале одолел француза Пьера Плихона. В полуфинале одолел белорусского стрелка Антона Прилепова - 6:0. В финале проиграл испанцу Мигелю Альвариньо со счётом 1:7 и закончил выступление с серебряной медалью.
Также Шеф принял участие в командном первенстве, где выступал на пару с Риком ван дер Веном и Митчем Дилмансем. Показав первый результат среди сборных Нидерланды автоматически попали в четвертьфинал, где сразились с Россией и обыграли её со счетом 5-4. В полуфинале они уступили украинцам со счётом 3-5. В матче за бронзовую награду встретились с французами и одолели со счётом 5-3.

### Летние Олимпийские игры 2016
На квалификации летних Олимпийских игр 2016 в Рио-де-Жанейро с результатом 684 был посеян 4-м. Начал турнир с победы над стрелком из Тонга Арне Йенсен - 7:3. В 1/16 финала с таким же счётом одолел турка Мете Газоз. В 1/8 финала при помощи тай-брейка победил чилийского стрелка Рикардо Сото. В четвертьфинале одолел южнокорейца Ли Сын Юн - 6:4. В полуфинале проиграл французскому стрелку Жан-Шарль Валладону - 3:7. В матче за бронзовую медаль проиграл американцу Брейди Эллисону со счётом 2:6 и закончил выступление заняв 4-е итоговое место.
Также принял участие в командном первенстве, где был в одной команде как и на Европейских играх 2015 с Риком ван дер Веном и Митчем Дилмансем. Показав 9-й результат среди 12 сборных, в 1/8 финала Нидерланды попали на Испанию и обыграли её со счётом 5-1. В четвертьфинале со счётом 0-6 проиграли корейцам, которые в итоговом счёте выиграли первенство и взяли золотые медали.